# T-11
La T-11 és un tram d'autovia el trajecte és de Reus a Tarragona substituint l'antic traçat de la N-420. La construcció d'aquesta autovia va ser entre 1998 i 2001. Part del desdoblament de la N-420 entre les Borges del Camp i Reus, a quatre quilòmetres a l'oest de Reus i circumval la ciutat del nord-oest al sud-est enllaçant amb l'antic traçat de la N-420 (transformat en autovia) prop de l'aeroport de Reus per finalitzar a l'extrem oest de Tarragona, al pont sobre el riu Francolí. La longitud total de l'autovia és de 17,3 km. Des de febrer de 2008 el tram des de Boella / Aeroport fins a Tarragona es troba immers en obres després de la reordenació dels enllaços amb l'Autovia de la Mediterrania, Autopista del Mediterrani, els accessos amb els barris de Ponent i el centre comercial Les Gavarres, així com el encreuament amb el Corredor Mediterrani.